# Doña Urraca
Doña Urraca és un personatge de ficció de còmic creat el 1948 pel dibuixant Jorge (pseudònim de Miquel Bernet Toledano), per a la revista Pulgarcito d'Editorial Bruguera.
La primera historieta de Doña Urraca va aparèixer per primera vegada en el número 77 de la revista Pulgarcito, publicat el 10 de desembre de 1948. Curiosament no podem parlar de la seva primera aparició, ja que va aparèixer en un anunci en el número anterior i en una vinyeta de la secció "Dígame usted", però dibuixada per Cifré.

## El personatge
Doña Urraca és un dels personatges sorgits en l'etapa en què l'Editorial Bruguera intenta captar també un públic adult per als seus tebeos, amb un humor que reflecteix la crisis de l'època i que pot arribar a ser cruel. És una dona d'edat incerta, sempre vestida de negre. En la seva fesomia destaca el nas llarg i ganxut. Porta ulleres rodones i el cabell recollit en un monyo. Va sempre amb paraigua, però no el duu per protegir-se de la pluja, sinó més aviat per colpejar altres personatges. El seu nom i les seves característiques podrien ser una deformació grotesca de la dirigent carlista María Rosa Urraca Pastor, que va ser un model per a un sector de dones de la ultradreta espanyola. Miguel Bernet Toledano havia donat suport a la República durant la Guerra Civil Espanyola i Urraca Pastor podia simbolitzar per a ell tots els valors contra els quals lluitava, ja que Urraca Pastor era una destacada propagandista del tradicionalisme que va destacar per les seves idees antirepublicanes i pel seu suport al cop d'estat militar de 1936.
També podria ser que Doña Urraca estigués inspirada en el personatge Fúlmine de l'artista argentí Guillermo "Willy" Divito, perquè és sabut que el que aleshores fóra director de l'Editorial Bruguera, Rafael González, animava als autors de la casa a imitar l'estil dels col·laboradors de la revista de Divito, Rico Tipo.
A diferència d'altres personatges de l'«escola Bruguera» Doña Urraca és un personatge intrínsecament maligne. El seu únic propòsit és fer el mal i abusar dels més febles; tanmateix, és freqüent que es trobi amb la forma de la seva sabata i surti malparada en l'última vinyeta. En la dècada de 1950, la censura franquista obliga a endolcir una mica l'agre caràcter del personatge; amb aquesta finalitat, apareix a les historietes un antagonista, Caramillo, innocent i de bon cor, qui es convertirà en la seva víctima favorita.

## Personatges Secundaris
Caramillo és l'amic de Doña Urraca a la primera etapa i el personatge secundari més destacat. La Condesa Nosferatu és la mestressa del castell on viu Doña Urraca, a la segona etapa, d'aquest personatge.

## Autors i obra
Després de la mort del dibuixant Jorge (Miquel Bernet Toledano) l'any 1960, la sèrie es continua publicant, dibuixada per Torá (Francesc Torá Margalef). L'any 1972, i gràcies a Martz Schmidt, les històries de Doña Urraca viuen un dels millors moments després de l'etapa del seu creador Jorge. Això és gràcies a la història titulada Doña Urraca en el castillo de Nosferatu, de tints gòtics, i on Doña Urraca es transforma en bruixa i viu en un castell dels que es varen fer famosos gràcies al cinema de terror d'aquells anys.
Aquesta història es publica a la revista Super Mortadelo (1972) dels Números 4 al 9, és una història amb un dibuix molt treballat, i un xic recarregat. Doña Urraca en el castillo de Nosferatu, acaba de cop a la pàgina 24. Les consignes de la censura franquista van obligar a Martz Schmidt, a finalitzar l'argument a mitja historia. Això fou degut al fet que hi sortissin, lady Tragananos, lady Comecutis i lady Sorbeglóbulos. Totes elles molt sensuals i lleugeres de roba.

## Curiositats
L'any 1999 i dins la col·lecció de segells, Comics Personajes de Tebeo (5ª Serie), de la Fabrica Nacional de Moneda y Timbre (España). Es crea un segell amb la imatge de Doña Urraca amb un valor facial de 35 pta.

## Publicacions
Publicacions on s'ha publicat el personatge:
- Pulgarcito. (Bruguera, 1946)
- Magos de la Risa. (Bruguera, 1950)
- Tio Vivo (Bruguera, 1961)
- Mortadelo (Bruguera, 1970)
- Super Pulgarcito (1970)
- Super Mortadelo (Bruguera 1972)
- Mortadelo Gigante (Bruguera 1974)
- Mortadelo Especial (Bruguera 1975)
- Super Sacarino (Bruguera 1975)
- Super Rompetechos (Bruguera 1975)
- El Pequeño País (El País, 1981)
- Los comics de El Sol (El Sol, 1990)
- Maestros del Comic (Ediciones B, 2010)